# Franz Gmainer-Pranzl
Franz Gmainer-Pranzl (* 16. September 1966 in Steyr) ist ein österreichischer römisch-katholischer Theologe und Priester.

## Leben
Nach der Matura 1984 am Bundesgymnasium Steyr studierte er von 1984 bis 1989 Fachtheologie an der Kath.-Theol. Hochschule Linz. Er erwarb 1989 den Mag. theol. (Linz) mit der Diplomarbeit bei Walter Raberger: Die Selbsttranszendenz der Anthropologie. Versuch einer Darstellung der transzendentalen Christologie Karl Rahners. Von 1989 bis 1994 studierte er als Student im Internationalen Theologenkonvikt Collegium Canisianum im Diplomstudium Philosophie und im Doktoratsstudium in Dogmatik und Ökumene an der Katholisch-Theologischen Fakultät der Universität Innsbruck. Von 1991 bis 1994 war er Assistent am Institut für Fundamentaltheologie der Universität Innsbruck bei Karl Heinz Neufeld. Die Dissertation bei Lothar Lies und Adolf Darlap 1994 zum Dr. theol. 1994 ausgezeichnet. Den Mag. phil. fac. theol. (Innsbruck) erwarb er 1995 mit der Diplomarbeit bei Otto Muck: „Philosophie der Lebenswelt. Eine Auseinandersetzung mit Husserls Krisis-Schrift“. Nach der Priesterweihe (Diözese Linz) am 29. Juni 1995 war er von 1995 bis 2002 Assistent am Institut für Dogmatik und Fundamentaltheologie der Katholisch-Theologischen Hochschule/Privatuniversität Linz bei Hanjo Sauer. Zugleich arbeitete er pastoral in den Pfarren St. Konrad und Stadtpfarre Urfahr (Linz) mit. Von 1995 bis 2004 absolvierte er als Berufstätiger ein Doktoratsstudium der Philosophie an der Universität Wien. Nach der Dissertation zum Dr. phil. 2004 bei Franz Martin Wimmer und Helmuth Vetter wurde er am 1. März 2009 Professor an der Katholisch-Theologischen Fakultät der Universität Salzburg und Leiter des Zentrums „Theologie Interkulturell und Studium der Religionen“. Am 4. Oktober 2011 erwarb er die Habilitation im Fach Fundamentaltheologie an der Universität Innsbruck mit der kumulativen Habilitationsschrift „Der Logos christlicher Hoffnung in polyloger Verantwortung. Studien zu einer responsiv-theologischen Erkenntnislehre“ bei Kurt Appel, Margit Eckholt, Markus Knapp und Joachim Georg Piepke. Seit 2011 ist er Herausgeber der Buchreihe „Salzburger interdisziplinäre Diskurse“.
Im September 2020 folgte er Michael Max als Rektor des Bildungszentrums St. Virgil Salzburg nach.

## Schriften (Auswahl)
- Glaube und Geschichte bei Karl Rahner und Gerhard Ebeling. Ein Vergleich transzendentaler und hermeneutischer Theologie (= Innsbrucker theologische Studien. Band 45). Tyrolia-Verlag, Innsbruck 1996, ISBN 3-7022-2044-5 (zugleich Dissertation, Innsbruck 1994).
- als Herausgeber mit Hanjo Sauer: Leben – Erleben – Begreifen. Zur Verbindung von Person und Theologie. Festgabe für Johannes Singer zum 80. Geburtstag (= Linzer philosophisch-theologische Beiträge. Band 5). Lang, Frankfurt am Main u. a. 2001, ISBN 3-631-37981-1.
- Heterotopie der Vernunft. Skizze einer Methodologie interkulturellen Philosophierens auf dem Hintergrund der Phänomenologie Edmund Husserls (= Philosophie. Band 64). Lit, Wien/Berlin 2007, ISBN 3-8258-9546-7 (zugleich Dissertation, Wien 2004).
- als Herausgeber mit Magdalena Holztrattner: Partnerin der Menschen – Zeugin der Hoffnung. Die Kirche im Licht der Pastoralkonstitution Gaudium et spes (= Salzburger Theologische Studien. Band 41). Tyrolia-Verlag, Innsbruck 2010, ISBN 978-3-7022-3107-1.
- als Herausgeber mit Martina Schmidhuber: Der Anspruch des Fremden als Ressource des Humanen (= Salzburger interdisziplinäre Diskurse. Band 1). Lang, Frankfurt am Main 2011, ISBN 978-3-631-61411-2.
- als Herausgeber mit Judith Gruber: Interkulturalität als Anspruch universitärer Lehre und Forschung (= Salzburger interdisziplinäre Diskurse. Band 2). Lang, Frankfurt am Main 2012, ISBN 3-631-63304-1.
- als Herausgeber mit Anke Graneß: Perspektiven interkulturellen Philosophierens. Beiträge zur Geschichte und Methodik von Polylogen. Für Franz Martin Wimmer. Facultas.wuv, Wien 2012, ISBN 978-3-7089-0884-7.
- als Herausgeber mit Raúl Fornet-Betancourt und Hans Schelkshorn: Auf dem Weg zu einer gerechten Universalität. Philosophische Grundlagen und politische Perspektiven. Dokumentation des X. Internationalen Kongresses für Interkulturelle Philosophie (= Denktraditionen im Dialog. Studien zur Befreiung und Interkulturalität. Band 36). Mainz, Aachen 2013, ISBN 978-3-86130-641-2.
- als Herausgeber mit Sigrid Rettenbacher: Religion in postsäkularer Gesellschaft. Interdisziplinäre Perspektiven (= Salzburger interdisziplinäre Diskurse. Band 3). Lang, Frankfurt am Main 2013, ISBN 3-631-62998-2.
- als Herausgeber mit Rodrigue M. Naortangar: Christlicher Glaube im heutigen Afrika. Beiträge zu einer theologischen Standortbestimmung (= Salzburger theologische Studien. Band 49). Tyrolia-Verlag, Innsbruck 2013, ISBN 3-7022-3289-3.
- Christus und die Religionen der Erde. In welchem Bekenntnis begegnet Gott? (= Kardinal König Bibliothek. Band 2). Styria Premium, Wien 2013, ISBN 978-3-222-13401-2.
- als Herausgeber mit Ingrid Schmutzhart und Anna Steinpatz: Verändern Gender Studies die Gesellschaft? Zum transformativen Potential eines interdisziplinären Diskurses (= Salzburger interdisziplinäre Diskurse. Band 5). Lang, Frankfurt am Main 2014, ISBN 3-631-65603-3.
- als Herausgeber mit Eneida Jacobsen: Deslocamentos – Verschiebungen theologischer Erkenntnis. Ein ökumenisches und interkulturelles Projekt (= Salzburger theologische Studien. Band 54). Tyrolia-Verlag, Innsbruck 2016, ISBN 3-7022-3496-9.
  - als Herausgeber mit Eneida Jacobsen: Deslocamentos da teologia contemporânea (= Teologia Pública. Band 5). SINODAL, São Leopoldo 2015, ISBN 8581940722.
- als Herausgeber mit Angela Schottenhammer: Wissenschaft und globales Denken (= Salzburger interdisziplinäre Diskurse. Band 7). Lang, Frankfurt am Main 2016, ISBN 3-631-67297-7.
- als Herausgeber mit Beate Kowalski und Tony Neelankavil: Herausforderungen Interkultureller Theologie (= Beiträge zur Komparativen Theologie. Band 26). Lang, Paderborn 2016, ISBN 3-506-78550-8.
- als Herausgeber mit Anita Rötzer: Zukunft entwickeln. Dokumentation der 15. Entwicklungspolitischen Hochschulwochen an der Universität Salzburg 2015 (= Salzburger interdisziplinäre Diskurse. Band 8). Lang, Frankfurt am Main 2017, ISBN 3-631-69933-6.
- als Herausgeber mit Astrid Ingruber und Markus Ladstätter: „… mit Klugheit und Liebe“ (Nostra aetate 2). Dokumentation der Tagungen zur Förderung des interreligiösen Dialogs 2012-2015 (St. Virgil, Salzburg). Wagner Verlag, Linz 2017, ISBN 3-903040-19-3.
- als Herausgeber mit Jessica Fortin-Rittberger: Demokratie – Ein interdisziplinäres Forschungsprojekt (= Salzburger interdisziplinäre Diskurse. Band 10). Lang, Frankfurt am Main 2017, ISBN 978-3-631-72956-4.
- als Herausgeber mit Sandra Lassak und Birgit Weiler: Theologie der Befreiung heute. Herausforderungen – Transformationen – Impulse (= Salzburger theologische Studien. Band 57). Tyrolia-Verlag, Innsbruck 2017, ISBN 3-7022-3577-9.
- als Herausgeber mit Britta Saal: Polylog denken. Überlegungen zu einer interkulturell-philosophischen Minimalregel. Facultas, Wien 2018, ISBN 3-7089-1579-8.
- als Herausgeber mit Ulrike Brandl, Ricarda Drüeke, Jochim Hansen, Eva Hausbacher und Elisabeth Klaus: Inklusion/Exklusion. Aktuelle gesellschaftliche Dynamiken (= Salzburger interdisziplinäre Diskurse. Band 12). Lang, Berlin 2018, ISBN 3-631-76289-5.